# Маріон (Массачусетс)
Маріон (англ. Marion) — місто (англ. town) в США, в окрузі Плімут штату Массачусетс. Населення — 5347 осіб (2020).

## Демографія
Згідно з переписом 2010 року, у місті мешкало 4907 осіб у 1896 домогосподарствах у складі 1336 родин. Було 2445 помешкань
Расовий склад населення:
| - 92,7 % — білих - 1,7 % — чорних або афроамериканців - 0,6 % — азіатів - 0,1 % — корінних американців - 2,6 % — осіб інших рас |

До двох чи більше рас належало 2,2 %. Частка іспаномовних становила 1,1 % від усіх жителів.
За віковим діапазоном населення розподілялося таким чином: 22,9 % — особи молодші 18 років, 55,8 % — особи у віці 18—64 років, 21,3 % — особи у віці 65 років та старші. Медіана віку мешканця становила 46,8 року. На 100 осіб жіночої статі у місті припадало 88,9 чоловіків;  на 100 жінок у віці від 18 років та старших — 86,2 чоловіків також старших 18 років.
Середній дохід на одне домашнє господарство  становив 132 942 долари США (медіана — 76 576), а середній дохід на одну сім'ю — 157 988 доларів (медіана — 97 450). Медіана доходів становила 90 188 доларів для чоловіків та 61 852 долари для жінок. За межею бідності перебувало 5,6 % осіб, у тому числі 3,4 % дітей у віці до 18 років та 7,6 % осіб у віці 65 років та старших.
Цивільне працевлаштоване населення становило 2043 особи. Основні галузі зайнятості: освіта, охорона здоров'я та соціальна допомога — 30,6 %, фінанси, страхування та нерухомість — 13,4 %, науковці, спеціалісти, менеджери — 12,2 %.